# 후지 나오야
후지 나오야(일본어: 藤 直也, 1993년 5월 31일 ~ )는 일본의 축구 선수이다.

## 구단 경력
과거 에히메 FC에서 활동하였다.